# Distretto di Trnovo
Il distretto di Trnovo (in sloveno Četrtna skupnost Trnovo) o semplicemente Trnovo è uno dei 17 distretti (mestna četrt) della città di Lubiana.